# Бои за Синджар
Бои за Синджар — столкновения между отрядами ИГ и Пешмерга за контроль над городом Синджар.
Езидский город Синджар был одним из многих городов, захваченных во время наступления ИГ в начале августа 2014. Пешмарга отступили, бросив езидов на произвол судьбы, что послужило обострению резни в Синджаре, однако Шенгал не пал окончательно и удалось избежать ещё больше потерь благодаря приходу YPG и РПК на помощь езидам. Курды обратились к правительству Ирака и США для поддержки с воздуха, после захвата Мосульской плотины и при наступлении ИГ на Эрбиль.
7 августа, президент США Барак Обама заявил, что США будут использовать военно-воздушные силы, чтобы помочь захваченным гражданским лицам, находящимся под угрозой геноцида.

## Развитие событий
- 3 августа — ИГ без боя заняли Синджар, Зумар и Вана и отбила нефтяное месторождение у курдов, силы пешмарга отступили[1]. По данным Организации Объединённых Наций, тысячи беженцев были изгнаны из города.
- 4 августа — Эмир Тахсин Саид издал заявление. Он обратился к мировым лидерам, относительно бедственного положения народа
- Солдаты YPG прибыли в район Шингал по просьбе местных жителей.
- группа боевиков осуществила массовое убийство гражданских лиц в езидской деревне Духола.
- В Шангале террористами ИГ были казнены 67 езидов после отказа принять ислам. Это сообщает ФАЦ со ссылкой на очевидцев. BasNews говорит о 88 жертвах. В горах Синджара от жары и голода погибли 10 человек.
- Бойцы (YPG) изгнали террористов ИГ из Рабии и взяли контроль над городом в свои руки.
- Масуд Барзани, президент КРГ, издал указание расследовать отступление пешмарга из Шангала 3 августа.
- Общее число езидских беженцев: ≈ 250 000 человек. Число беженцев в горах: ≈ 70 000
- В 23:11 террористы попытались захватить езидскую святыню Лалеш, но отступили. Езидский храм «Лалеш» в Шангале охраняют около 3000 вооружённых езидских ополченцев под руководством Пир Авдо. Более тысячи езидов объединились в отряды «Касим Симер» и «Касим Шешо».
- 5 августа — В Шангале объявили о создании Подразделения Защиты Шангала (Yekîneyên Berxwedana Şengalê).
- В пограничном городе Рабия вспыхнули боевые действия. Ранее город был отвоеван силами Подразделения Защиты Шангала и YPG. На юге пешмарга окружили террористов и медленно движутся к центру Шангала.
- ВВС Ирака атаковали позиции террористов в Шангале.
- Поставки помощи посредством вертолета достигли беженцев в горах Шангала.
- Ассирийские ополченцы MFS (Mawtbo Fulhoyo Suryoyo) из Западного Курдистана дошли до Шангала.
- ИГ нападает на беженцев в горах.
- Мир Тахсин-бег просит вооружить езидов.
- 6 августа — Езидские бригады защищают горы Синджара.

Касим Шешо, высокопоставленный чиновник «Демократической партии Курдистана» (ДПК), езид, находящийся в горах Синджара (Шангала), сообщил «BasNews», что езиды образовали сильную группу боевиков для защиты своих соплеменников в горах, пока пешмерга не придут им на помощь.
«Мы сформировали группу ополчения из 1500 человек, и с самого утра сражались с боевиками ИГ. Мы убили десятки из них», сказал Шешо. «Мы арестовали четырёх боевиков ИГ и четыре военных транспортных средства, и мы поставили блокпост в Борге, чтобы обезопасить район».
- ЮНИСЕФ: В Ираке убито 40 езидских детей.
- Езидские подразделения под руководством Касыма Шешо сумели на прилегающей территории гор Шангала изгнать террористов ИГ. Таким образом, ещё одна дорога освобождена для беженцев, которые всё ещё нуждаются в необходимой помощи.
- YPG ведут ожесточенные бои с исламистами в Шенгале.

По словам местных езидов: «Если бойцы Отрядов народной обороны Западного Курдистана (YPG) не вторглись бы в Шангал, мы бы все были мертвы» Командир YPG в Шангале господином Полатом об обстановке. — Многие наши подразделения прибыли в Шангал. Сейчас мы, совместно с езидскими добровольцами, ведем бои. Мы стремимся предотвратить неминуемую гибель езидов. До настоящего времени мы совершили пять успешных операций против террористов. Мы продолжим защиту нашего народа.
- YPG/PKK совместно с езидскими подразделениями освободили деревню Дугира в Шангале.
- После угроз террористов тысячи езидов покидают Башику и Бахзан и направляются в Шейхан.
- Отряд из 200 пешмарга Партии свободы Курдистан (PAK) из Иранского Курдистана переброшен в Шангал. Об этом заявил заместитель лидера партии Усейн Езданпане. В полную готовность приведены ещё 600 пешмарга этой партии.
- Масуд Барзани наказал и сместил с постов несколько командиров пешмарга ответственных за сдачу Шангала.
- 7 августа — Возле святилища Шарфадин идут тяжёлые бои. При этом езидские отряды обороны убили около 40 террористов, один боец с езидской стороны скончался.
- Пешмерга, ОНС и езидские подразделения самообороны ведут тяжёлые бои с террористами ИГ в Синуне.
- ОНС/РПК, YPG и Подразделение Защиты Шангала (YBS) освободили деревню Дугира в Шангале.
- Отряды Народных Сил Обороны убили 30 террористов ИГ в селе Гол Бел.
- 8 августа — Истребители США бомбили артиллерийские объекты ИГ. Четыре американских истребителя позже бомбили военный конвой ИГ и нанесли авиаудары по ИГ около Эрбиля * Самолеты США и Великобритании сбросили еду и воду для езидов на горе Синджар.
- Объединённые силы Курдистана Пешмарга, YPG, PKK, HPG, YBŞ, MFS, QŞE убили за последние 24 часа 24 террориста ИГ, один танк и три БТР. Бои продолжаются.
- Иракские СМИ сообщают о тяжелых воздушных атаках ВВС Ирака в езидском городе Ханасор на севере Шангала. При нападении на позиции ИГ было убито 45 террористов.
- 9 августа — Террористы ИГ поставили езидам ультиматум. Если жители деревни Хатымия, Тель Кучо и Тель Касаб в Шангале не примут ислам, их ждет смерть.
- 10 августа — Вчера весь день вплоть до ночи не утихали ожесточенные бои между террористами и езидскими бойцами Касыма Шешо у святыни Лалеш. Террористы несколько раз с ходу пытались прорвать оборону езидов, но героическая стойкость езидских бойцов повергла в ужас террористов, которые вынуждены были временно отступить. Езидам в отражении атаки террористов помогли ВВС Ирака.
- Обнаружено массовое захоронение 500 езидских женщин и детей. Многие из них были погребены заживо. Об этом агентству Reuters заявил министр по правам человека Ирака Мохаммед Аль-Судани.
- ЕС описывает ситуацию в Ираке как «преступление против человечности».
- 11 августа — С помощью арабских племён ультиматум жителям деревни Хатымия, Тель Кучо и Тель Касаб продлён до среды.
- 12 августа — Иракский военный вертолет, пилотируемый ген.майором Маджид Ахмед Саади, разбился в горах, обеспечивая помощь и спасая езидских беженцев.
- В течение двух дней (с 6 по 8 августа) погибло около 300 детей.
- 70 бойцов РПК прибыло в долину Лалыш для охраны святилище езидов Лалыш.
- 13 августа — Американский беспилотник бомбит позицию ИГ в Шангале.
- 14 августа — Авиаудары США,а также YPG, вместе с РПК сломали осаду ИГ у горы Синджаре, что позволило тысячам беженцев спастись.
- Министерство обороны Ирака сообщило, что во время четырёх военных атак на позиции ИГ в Шангале убито 70 террористов. Среди убитых террористов один из главарей террористической группировки ИГ Ахмед Мухаммед Рошан.
- В селении Бабир террористы взорвали езидский храм святого Шахсе Бате.
- 15 августа — Резня в Кучо (45 км от Синджара). Агентство Би-Би-Си со ссылкой на общину езидов в Вашингтоне сообщило, что боевики ИГ начали в селе Кучо массовую резню езидов. По словам езидского священнослужителя, 80 езидов были казнены из-за того, что отказались принять ислам[2]
- 17 августа — Возле села Гупал в Шангале в воскресенье днем развернулись тяжёлые бои между террористами и езидскими бойцами. В результате было убито 24 боевика «Исламского государства», трое езидских воинов пали в бою. Бойцы Подразделения Защиты Шангала (ПЗШ) заявили иракскому агентству Аль-Сумария, что остановятся тогда, когда «весь Шангал будет освобожден от террористов».
- Езидская деревня Бари на юге Шангала освобождена от террористов ИГ. Объединённые курдские силы в ходе своего наступления освободили несколько деревень на западе и на востоке.

Во время боев в селах Бари, Кызылкант, Гупал и Кара были уничтожены 37 террористов и большое количество техники, изъято оружие. В горах Шангала остаются ещё 2000 езидов и теперь они будут довезены до храма Шарфадин, а оттуда в Сирийский Курдистан.
- 21 августа — Террористы Исламского государства разрушили святыни в честь езидских святых Шейха Хасана (Шихсн) и Шейха Шамса (Шамсадин) в Башике.
- Езидскому отряду самообороны Шангала (YBŞ) и курдскому Отряду народной самообороны YPG и HPG (РПК) удалось отбить террористов Исламского государство ИГ из деревни Хаял в Шангале. Об этом сообщила пресс-служба ОНС в четверг утром. Деревня находится теперь под полным контролем курдских сил. Вчера вечером были тяжёлые бои в селе, что привело к многочасовой борьбе между курдскими подразделениями и террористами ИГ. В ходе боевых действий курдские силы разрушили бронированную машину террористов, после чего те бежали из деревню.
- 23 августа — Езидские бойцы отряда самообороны Касыма Шешо уничтожили три бронированные машины террористов Исламского государства (ИГ) в Шангале и ликвидировали боевиков, находившихся там. Кроме того, они смогли захватить большое количество оружия и боеприпасов. Об этом сообщает агентство «Shaafaq News» со ссылкой на одного из бойцов отряда. До сих пор террористы ИГ превосходили езидов современным оружием и бронетехникой. Однако прибывшие пешмарга предоставили езидам тяжелые вооружения, что устранило дисбаланс и езиды теперь смогут эффективно обороняться. Тем временем бойцы Подразделения Защиты Шангала сообщают, что беспилотники и истребители США атаковали несколько позиций ИГ в непосредственной близости от гор Шангала и уничтожили их.
- Численность езидских беженцев достигает 430.000 человек.
- РПК совместно с Подразделением Защиты Шангала (YBŞ), освободили езидскую деревню Солах. В результате были уничтожены 14 террористов «Исламского государства». Со стороны езидов пал в бою Эздин Бишар Ибрагим. Это первая потеря Подразделения Защиты Шангала с момента его провозглашения. Об этом сообщает агентство Firatnews.

Подразделение Защиты Шангала было основано блоком YPG после трагических событий 3 августа, приведших к геноциду езидов. Основной и главной ударной силой Подразделения являются езидские бойцы.
- 24 августа — В результате ожесточенных боев в Шангале бойцы РПК, совместно с воинами из Подразделения Защиты Шангала (ПЗШ), уничтожили 22 террориста. Об этом сообщает агентство Firatnews. Курдские силы атаковали конвой террористов и убили 18 экстремистов.

Кроме того, недалеко от деревни Жидале езидские бойцы уничтожили 4 террориста. Причиной боев в этой деревни стало разрушение езидской святыни. О жертвах со стороны РПК и ПЗШ пока ничего не известно.
Объединённые силы РПК и ПЗШ активизировали свои нападения на террористов в Шангале. Практически на каждой линии фронта идут ожесточенные бои с экстремистами.
- Террористы ИГ уничтожили святыню в честь езидского святого Шейха Манда в Жидале.
- 25 августа — После того как террористы «Исламского государства» уничтожили святыню в честь езидского святого Шейха Манда в Джидале, между ними и объединёнными силами РПК и Подразделения Защиты Шангала (ПЗШ) вспыхнули ожесточённые бои.

Вчера террористы ИГ начали наступление на деревню. По словам Хива Дилан (журналиста курдского информационного агентства ANF), в распоряжении террористов было 8 танков, 15 бронемашин и 70 дополнительных транспортных средств. Сегодня до 13:30 местного времени отряды РПК и ПЗШ стойко держали оборону. В результате было уничтожено 8 террористов, 2 транспортных средства и захвачен бронированный автомобиль. Но из-за численного и военно-технического превосходства террористов бойцы РПК и ПЗШ вынуждены были отступить.
Езидская деревня Джидал расположена в нескольких километрах к западу от города Шангал. В селении террористам оказывают сопротивление родственники легендарного езидского вождя Хамое Шаро, который в 1915 году во время геноцида армян приютил около 20 000 христиан в Шангале и защищал их от погромов.
- 26 августа — Колумбия осуждает нападения на езидов в Ираке.
- Около 2000 езидских новобранцев за последние несколько дней прошли военную подготовку и находятся на пути в Шангал, чтобы присоединиться к борьбе против террора Исламского Государства (ИГ).

В настоящее время около 5000 вооружённых езидов борются за освобождение своей родины Шангал.
- 27 августа — Езидские воины в Шангале после ожесточённых боёв арестовали 20 террористов. По словам одного езидского бойца отряда самообороны, после боёв к югу от гор Шангала террористы ИГ были окружены и задержаны.
- 28 августа — Около 30 шиитов из Шангала присоединились к езидскому отряду самообороны под руководством Касыма Шешо. Совместно с езидами они хотят воевать против террористов «Исламского государства» (ИГ) и освободить Шангал.
- 3 сентября — Столкновение произошло в Верзфе к востоку от города Шангала. Жертв со стороны курдских вооружённых сил нет, сообщил один из бойцов. Источник также добавил, что езидский отряд при поддержке YPG успешно атакует позиции в различных городах области. При этом исламистам нанесены тяжёлые потери.
- 5 сентября — Бойцы «Подразделения Защиты Шангала» (YBŞ) и курдский Отряд народной самообороны (YPG) убили шесть террористов ИГ в столкновении в горах Шангала. Об этом сообщает ИА ShafaqNews.
- 7 сентября — Бойцы Отряда народной обороны YPG освободили 15 езидских девушек. Об этом сообщил наш корреспондент с места происшествия. По его словам, группа террористов ИГ и 17 девушек пытались перейти сирийскую границу, пока не были найдены в деревне Дугуре в Шангале силами ОНС. Дугуре находится в 12 км к северу от гор Шангала.

В результате столкновения были убиты два террориста ИГ, а также под градом пуль погибли две езидские девочки. Остальные 15 девушек были освобождены ОНС. Пока девушек доставили в безопасное место, бой продолжался.
- 10 сентября — Силы народной самообороны (HPG) вместе с Подразделением Защиты Шангала напали на бойцов ИГ. Нападение произошло на дороге в сторону святыни Qesra Shemdîn в регионе Шангал. При нападении было убито четыре террористов ИГ и трое взяты в плен.
- 11 сентября — Езидский отряд самообороны под руководством Касыма Шешо уничтожил 5 террористов ИГ. Ранее объединённые курдские силы сообщали, что вся территория Шангала контролируется террористами. Как сообщил наш корреспондент, бои против террористов развязались вчера рядом с городом Шангал. Напомним, езидский отряд самообороны был сформирован с началом атаки экстремистов на регион Шангал. Около 5.000 бойцов входят в данное подразделение, которым руководит непосредственно Касым Шешо.
- 12 сентября — Ряды «Подразделения Защиты Шангала» пополнятся женскими отрядами. Сейчас езидские девушки проходят военно-тактическую подготовку в Рож-Ава (Сирия) на военных базах YPG. После они будут распределены по населенным пунктам, где будут нести военную службу. Пресс-секретарь YPG подчеркнул, что женский отряд был создан с целью защиты мирного населения.
- 13 сентября — В ходе боев с террористами «Исламского государства» бойцы езидского отряда самообороны уничтожили высокопоставленного полевого командира боевиков Аммера аль-Хасани. Убиты также девять экстремистов, захвачено большое количество вооружений противника. Об этом агентству êzîdîPress сообщили езидские бойцы. Информацию о ликвидации одного из лидеров боевиков подтвердил также командир отряда самообороны Касым Шешо.

После его убийства сопротивление террористов было сломлено. Они пытались бежать, но езидские бойцы перекрыли все пути отхода. От орд боевиков была освобождена деревня Гохбал и другие езидские населенные пункты. Напомним, численность отряда самообороны езидов, которым руководит Касым Шешо, достигает 5000 бойцов. Несмотря на этот успех, большая часть территории Шангала все ещё находится под контролем экстремистов. В ближайшие дни в регионе ожидаются ожесточенные бои.
- 16 сентября — Министерство обороны США (DOD) объявило, что ВВС США атаковали и уничтожили позиции «Исламского государства» (ИГ) в Шангале. По данным министерства, в воскресенье и в понедельник совместно с иракскими силами было уничтожено шесть автомобилей террористов ИГ.
- 17 сентября — Езидский отряд самообороны в результате нападения на колонну террористов ИГ уничтожил два автомобиля и находящихся в них боевиков. Конвой террористов ИГ был перехвачен и атакован в Лофе, к югу от гор Шангала.
- 19 сентября — В перестрелке недалеко от гор Шангала езидские бойцы убили семь террористов «Исламского государства» (ИГ) и уничтожили три автомобиля. Бои вспыхнули несколько часов назад возле Баб Шыло после того как террористы напали на позицию езидского отряда самообороны. Бойцы смогли вовремя отразить атаку террористов. Во время боёв два солдата получили незначительные травмы.
- ВВС США неоднократно наносили авиаудары и уничтожали позиции террористов ИГ. Министерство обороны объявило, что атаки будут продолжаться и усиливаться .
- 21 сентября — Утром ВВС США совершили массированные атаки на позиции «Исламского государства» (ИГ) в Шангале, также бойцы езидского отряда самообороны Шангала (YBŞ) и другие бойцы езидского подразделения начали наступательные операции против ИГ. В этой атаке, по словам бойцов, было убито 150 террористов ИГ и уничтожены много транспортных средств. Авиаудары ВВС США уничтожили на территории террористов, на северо-востоке региона Шангал, миномётные позиции и боеприпасы ИГ.
- 25 сентября — Террористы «Исламского государства» (ИГ) совершают акты возмездия в Сирии и в Ираке в связи с частыми авиаударами со стороны ВВС США. Экстремисты взорвали около 90 частных домов и зданий езидов. Ранее дома были разграблены. По словам свидетелей, речь идёт о домах на юге гор в селе Солах, также на юго-западе города Шангал.
- 26 сентября — Соединенные Штаты и их союзники продолжили воздушные атаки на позиции террористической группы «Исламское государство» (ИГ) в Ираке и в Сирии. В регионе Шангал, который ещё в значительной степени контролируется ИГ, истребители ВВС США в очередной раз уничтожили позиции террористов. Другие воздушные удары были проведены в оккупированных курдских районах в Махмуре, Зумар и вблизи сирийско-иракской границы города Рабия на севере Ирака.

По словам бойцов езидского отряда самообороны, были уничтожены несколько позиций экстремистов на юге гор Шангала . Здесь десятки террористов были убиты и уничтожена военная техника и бронетехника.
- 27 сентября — Террористы ИГ пытались захватить деревни Дугуре и Зорава.

Сегодня масштабными наступлениями террористы «Исламского государства» (ИГ) пытались завоевать деревни Дугуре и Зорава. Об этом сообщил нам боец отряда YBŞ в телефонном разговоре. В битве также принимали участие солдаты отряда Касыма Шешо из Шарфадина. После нескольких часов борьбы ПЗШ смог отразить атаки террористов. Несколько автомобилей экстремистов вместе с террористами были уничтожены. Среди езидов нет пострадавших.
В боях в Зорава были убиты более десяти террористов. Нападением на Дугуре террористы ИГ попытались отрезать езидским бойцам важную дорогу обеспечения к Рабии.
- 28 сентября — Не прекращаются ожесточенные бои между террористами и езидскими бойцами.
- 29 сентября — В Шангале террористы ИГ атаковали селение Зорава и все-таки смогли вытеснить езидских ополченцев. Впоследствии террористы сожгли это селение вместе с деревней Дугур. Об этом агентству êzîdîPress сообщил командир езидских ополченцев в Дугуре Пир Касым Авдо. Вчера езидские ополченцы начали широкомасштабное наступление в сторону города Шангал (Синджар). Бои не прекращаются и по сей час.

Между тем так называемая «золотая дивизия» иракской армии, совместно с пешмарга (впервые за все время) прибыли вчера на север Шангала и также начали наступление на позиции боевиков. Вместе с ними в езидский регион прибыло долгожданное тяжелое вооружение и артиллерия.
- 30 сентября — Ночью отряд самообороны Шангала (YBŞ) при нападении на террористов ИГ уничтожил четыре автомобиля, а также было убито пять экстремистов, сообщают нам бойцы подразделения. Нападали YBŞ с южной части горы и, в основном, осуществляли атаку с помощью миномётных снарядов. Бойцы сообщают также о воздушной атаке на позиции ИГ в районе города Шангал.
- 1 октября — Массивными воздушными бомбардировками ВВС США продолжили свои атаки на террористов «Исламского государства» (ИГ) в Шангале на севере Ирака, что помогло продвижению курдских сил. В результате которых были уничтожены артиллерийская установка, танк, три вооружённых транспортных средства, два логистических объекта, наблюдательные пункты и четыре боевые позиции террористов.
- В Шангале в святыне Шарфадин состоялось собрание командования езидских ополченцев.
- Езидские бойцы отряда самообороны во время наступления недалеко от деревни Зорава уничтожили четыре автомобиля Humvee и убили 14 террористов. В Зорава ожесточённые бои вспыхнули несколько дней назад, езидские бойцы временно отступили, собравшись с силами, нанесли террористам сокрушительный удар.

В связи с наступлением курдских вооруженных сил, Пешмерга, ОНС/РПК и иракских сил на севере Шангала многие джихадисты ИГ бежали из региона через границу в Сирию. Дополнительные нападения курдских сил продолжились около Мосула и Киркука. Пограничный город Рабия в течение недели отстаивался силами ОНС/РПК и Пешмерга, но из-за атак террористов на Кобани и отсутствия необходимых ресурсов в этом регионе был под угрозой.
Рабия- стратегический важный пункт, который используют для поставок вещей первой необходимости, а также для снабжения езидов Шангала, был заблокирован в течение нескольких дней. Ни нужные поставки, ни подкрепление не прибыли для езидских сил. Новобранцы были вынуждены ждать в Дохуке прорыва. Американские воздушные удары пробили оборонительную линию джихадистов, в результате чего курдские силы смогли прорваться и нанести террористам ИГ большие потери.
- 2 октября — Террористическая группировка «Исламское государство» (ИГ) мстит езидам за поражения и потерю своих позиций в Шангале. За неделю экстремисты взорвали уже около 90 езидских домов на юге региона. После поражения в приграничном городе Рабия от сил пешмерга и отрядов ОНС/РПК, а также в нескольких деревнях к северу от горы Шангал от езидских бойцов, экстремисты начали сжигать дома и разрушать инфраструктуру Шангала. Массивные авиаудары ВВС США также причинили террористам значительный ущерб. В Зорава, где в столкновениях с езидскими отрядами самообороны были убиты более десятка террористов, боевики прикрыли систему водоснабжения. Такой же метод был использован и в соседних езидских деревнях. Об этом сообщают езидские бойцы. Эту информацию подтвердил и Мэтью Барбер, который находится в регионе. После тактического отступления езидские бойцы смогли завоевать Зорава.
- 4 октября — «Исламского государства», используя танки, артиллерию и тяжелое вооружение, организовали широкомасштабное наступление на деревни Гухбал, Борк и другие селения, которые до вчерашнего дня находились под контролем езидских бойцов. В результате ожесточенных боев в окружение попали 300 езидов. Проявив героизм и мужество, езидские бойцы сумели прорвать кольцо террористов и отступить. О потерях пока ничего не известно. Таким образом, Шангал полностью перешёл под контроль исламских экстремистов. Напомним, ранее лидеры езидского сопротивления призывали Багдад и Эрбиль предоставить им тяжелое вооружение. В ответ на их просьбы около недели назад в Рабию были отправлены бойцы пешмарга и так называемая «золотая дивизия» иракской армии, которые в боях в Шангале не приняли никакого участия и даже не поддерживали действия езидских бойцов.

В южной части региона, недалеко от города Шангал, террористы ИГ ограбили прилегающие деревни, а затем также подожгли дома. В некоторых случаях террористы ИГ заминировали здания.
- 5 октября — У святыни Шихсна (Шейха Хасана) в Шангале сегодня на протяжении нескольких часов шли ожесточенные бои между езидскими бойцами и экстремистами «Исламского государства». Были уничтожены более двух десятков террористов, а со стороны езидов геройски пал в бою Джамал Сархан аль Катания. Террористы пытаются штурмом овладеть святыней, но пока езидам удается держать оборону.
- 7 октября — Лидеры езидов выступают за автономию Шангала.
- 10 октября — Бойцы отряда самообороны Шангала уничтожили 17 террористов на севере и северо-востоке Шангала. Во время боев в деревне Зорава было убито 13 террористов. Об этом агентству êzîdîPress сообщили езидские бойцы. После стратегического отступления езидским бойцам под руководством Хайдара Шешо удалось вновь вернуть под свой контроль деревню.

В другой езидской деревне Дугур во время столкновений уничтожено 4 террориста. Однако боевики вот уже больше недели заблокировали маршруты поставок. Связь с езидскими бойцами осуществляется по воздуху. Бойцы отряда самообороны периодически пытаются прорвать блокаду маршрута, держа в страхе террористов.
- 11 октября — Впервые после многочисленных требований езидских бойцов в Шангале, пешмарга передали им тяжелое вооружение. По имеющейся у нас информации, езидам были переданы три переносных противотанковых комплекса «Милан».
- 15 октября — Салих Муслим, сопредседатель курдской партии PYD в Западном Курдистане, во время консультаций в Эрбиле сообщил о готовности обменять захваченных террористов ИГ на езидов, особенно женщин и девочек. Также возможен обмен на солдат пешмерга.
- 21 октября — У святыни Шарфадина идут тяжелые бои.
- 22 октября — ООН расценивает действия боевиков группировки «Исламское государство» (ИГ) против езидов в Ираке как попытку геноцида. Об этом сообщает Reuters со ссылкой на помощника генсека ООН по правам человека Ивана Шимоновича.
- 24 октября — не прекращаются ожесточенные бои на подступах к святыне Шарфадин. По словам бойцов сопротивления, вчера были уничтожены около 50 террористов. Жертв со стороны езидов не было.
- 25 октября — В селении Солах, возле второго по величине цементного завода Ирака, езидские воины уничтожили 17 террористов.
- 3 ноября — В 6 часов утра террористы ИГ организовали наступление на позиции езидских бойцов у святыни Шарфадин. Увидев террористов, езиды открыли по ним огонь. Бой затянулся на несколько часов. В результате езидским бойцам удалось уничтожить несколько транспортных средств боевиков, а также ранить нескольких из них. Террористы вынуждены были обратиться в бегство.

## Штурм города курдскими ополченцами
12 ноября 7,5 тыс. курдских ополченцев при поддержке ВВС США атаковали позиции ИГ в Санджаре, которые удерживали 600 боевиков.
- 14 ноября — Впервые после трехнедельной обороны езидские бойцы Сил Самообороны Шангала (YBŞ), Сил Защиты Шангала (HPŞ) при поддержке YPG перешли в контрнаступление и отвоевали у террористов ИГ деревню Бара на западе шангальских гор. Как сообщает корреспондент ÊzîdîPress, под контроль езидских бойцов перешли также близлежащие села на пути от Бары к Ханасору. Уничтожено, по крайней мере, 8 террористов.

Между тем иракские военные оказывают гуманитарную помощь мирным жителям в горах и обеспечивают езидских бойцов вооружением. Наступление езидов поддерживается иракскими ВВС, которые атакуют позиции экстремистов с воздуха.
- 17 ноября — Сегодня утром бойцы Сил защиты Шангала (HPŞ) отразили атаку джихадистов «Исламского государства» (ИГ) на святыню Шарфадин. Нападение произошло около 8:30 по местному времени.

После нескольких поражений боевиков за последние дни в регионе Шангал ожидается, что джихадисты переформируются, чтобы начать контрнаступление.
В течение нескольких месяцев святилище Шарфадин находится в центре внимания террористов, потому что там езиды ведут сопротивление вот уже 106 день. Ранее во время наступления террористов под их контроль перешли селения Дугур, Сынун и Борик, а езиды были оттеснены в горы.
- 19 ноября — Иракские ВВС атаковали на западе от города Шангал несколько позиций террористической группировки «Исламское государство» (ИГ). По словам иракских спецслужб, были уничтожены несколько вооруженных и бронированных транспортных средств террористов ИГ.

Воздушные удары были проведены в 15 км к западу от города Шангал, рядом с селением Джидал, где террористы ранее совершили массовое убийство мирных езидских жителей.
Бойцы сопротивления YPG/HPG/YBŞ в сегодняшних боях с террористами на северо-западе от гор Шангала убили четыре из них. Столкновения произошли на севере освобожденной деревни Бара, между Баравах и Ханасор.
Таким образом, бойцы YPG/HPG/YBŞ продвинулись ещё дальше к Ханасору. Ханасор является одним из крупнейших городов в Шангале и уже в течение нескольких недель взят террористической группой ИГ.
- 20 ноября — Иракское правительство признало геноцид езидов.
- 23 ноября — Уничтожены главари «Исламского государства», ответственные за геноцид езидов. Несколько высокопоставленных главарей «Исламского государства» (ИГ), ответственных за геноцид езидов в Шангале, ликвидированы в результате авиаударов стран коалиции во главе с США. Среди убитых числятся Радван аль Хамдуни, являющийся «губернатором» провинции Найнава, и Рафи аль Машадани — полевой командир ИГ. Оба террориста были уничтожены ударами с воздуха силами коалиции в Мосуле. Как сообщает курдское агентство Рудав, в районе Тель Афара в результате авиаудара убит также Абу Хусам аль Ираки, по приказу которого продавались езидские женщины.
- 15 декабря — Езидские бойцы и мирные жители, которые находятся вблизи святыни Шарфадин, подверглись очередному обстрелу со стороны джихадистов «Исламского государства».

Как сообщает наш собственный корреспондент, в святыню были выпущены террористами ИГ три миномётных снаряда и ракеты. Атака была проведена где-то в 2-3 километрах от святыни из села Борик. Бойцы Силы Защиты Шангала (HPŞ) ответили огнём из пулемётов и миномётов. В результате ответного удара джихадисты ИГ отступили.
- 16 декабря — ИГ начали широкомасштабную операцию к западу от Шенгала в районе Кадура.

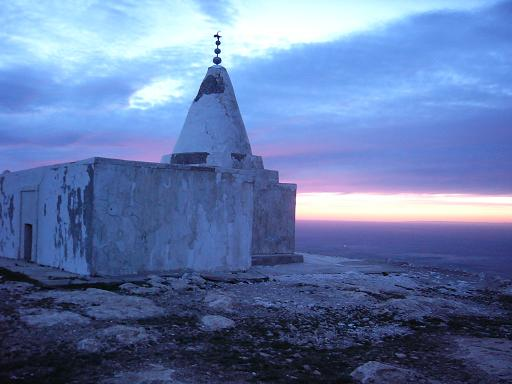
Езидский храм в Синджаре

### Операция Пешмерга по освобождению Синджара
- 17 декабря — При поддержке авиаударов коалиции США силы пешмерга начали широкомасштабную операцию против боевиков «Исламского государства» (ИГ) в районе Синжар (Шангал) на севере Ирака.

Согласно заявлению Совета безопасности Курдистана, в первые часы 17 декабря войска пешмерга сломили осаду ИГ и начали освобождение района.
В 4:15 утра коалиционные силы начали бомбардировку позиций ИГ, что привело к значительным потерям среди боевиков и началу дезертирства в их рядах.
Как сообщает «BasNews», большое количество боевиков ИГ покинули свои позиции в Мосуле и других районах, находящихся под их контролем, бросив оружие и пытаясь скрыться под видом мирных граждан.
В 8:00 утра пешмерга начали наземную операцию на юго-востоке от Зумара, прорвав линию фронта.
К 17:00 курдские войска потеснили ИГ в восьми районах, продолжая наступление.
- В последние несколько часов курдским силам пешмерга удалось освободить от боевиков «Исламского государства» (ИГ) ещё семь деревень вокруг пограничного города Зумар.

Мухсин Саадун, член парламента Ирака, сообщает «Rudaw» с линии фронта, что к настоящему времени пешмерга контролируют все деревни района Зумар на границе с Сирией.
Курдские силы начали трехсторонний штурм позиций ИГ вокруг Синджара (Шангала) в среду утром после серии авиаударов возглавляемой США коалиции по позициям исламистов.
Саадут также сообщил, что пешмерга перекрыли все дороги из Мосула, чтобы предотвратить поступление подкрепления ИГ в этот город, являющийся штаб-квартирой боевиков в Ираке.
В ходе последних атак убиты десятки боевиков, и их тела оставлены на поле боя, только двое солдат пешмерга получили ранения.
- 18 декабря — Бойцы курдских военизированных формирований («пешмерга») при поддержке самолетов ВВС стран коалиции во главе с США освободили от боевиков «Исламского государства» обширный район на границе Ирака и Сирии, где была блокированы беженцы. Как заявил в четверг глава совета национальной безопасности Иракского Курдистана Масрур Барзани, курдским военным удалось достичь подножия горы Синджар, где уже на протяжении нескольких месяцев укрываются беженцы.

"Теперь коридор (для доставки помощи) открыт, и мы надеемся, что оставшаяся часть района горы Синджар также вскоре будет освобождена от «Исламского государства», — заявил Барзани, слова которого приводит агентство Рейтер. Он также добавил, что в ходе столкновений были ликвидированы около 100 боевиков, однако ничего не сообщил о потерях со стороны курдов. В операции, которая началась накануне в 04:15, приняли участие 8000 пешмерга. Их атаку сопровождали авиаудары 50 истребителей международной коалиции. За 48 часов пешмерга удалось отвоевать 700 квадратных километров захваченных ИГ территорий между Зумаром и Синджаром. Пробитый коридор в 70 км шириной и в 10 км глубиной позволил пешмерга получить прямой доступ к езидским беженцам, заблокированным в горах.
Ранее командующий силами коалиции генерал Джеймс Терри сообщил журналистам, что «пешмерга» удалось восстановить контроль над площадью примерно в 100 квадратных километров в окрестностях Синджара.
- 19 декабря — На третий день крупномасштабной атаки на позиции «Исламского государства» (ИГ), курдские войска освободили Синуне, самый большой город к западу от Мосула, расположенный близ сирийской границы. Мэр освобожденного города сообщил, что боевики ИГ грабили магазины, дома и рынки во все время их контроля над городом — в течение последних четырёх месяцев.

Освобождение Синуне, который населяют 140 000 человек, затягивает петлю на позициях ИГ в районах вокруг Мосула, в частности в езидском городе Шангал.
По словам езидского чиновника Ракана Бабашейха, данные разведки показывают, что боевики начали бегство из Шангала.
Несколько тысяч бойцов пешмерга начали массированную атаку на позиции ИГ в среду утром. В пятницу днем пешмерга вошли в безлюдный Синуне — одна часть его населения была насильно депортирована ИГ ещё в августе, а другая бежала в курдский регион.

Обстановка в Шангале на 20.12.2014.

- 20 декабря — Бойцы РПК и ССШ (Силы Самообороны Шангала), активизировали свои действия на западе и юге шангальских гор. Под их контроль уже перешли 9 сел Шенгальского округа: Зарая, Хирешие, Хамисие, Хыраб Хасан, Хаджке, Доса, Мышхание и Моса, включая крупнейший населенный пункт региона Ханасор. Как сообщают очевидцы, террористы ИГ и их единомышленники убегают в Тель-Афар и Мосул.

В свою очередь, бойцы Сил Защиты Шангала (СЗШ) концентрируют свои силы для нанесения удара по террористам на севере святыни Шарфадин с целью освобождения селений Дугуре, Духола, Борик и Синуне. Напомним, больше нескольких месяцев езидские бойцы в одиночку сдерживали натиск террористов в ожидании помощи. И вот она, наконец, поступила и это, безусловно, подарок для езидов в их главный праздник Аида Слтан Эзид.
- Силы пешмерга вошли в центр езидского города Синджар, находившийся под контролем боевиков «Исламского государства» (ИГ). Идут столкновения между силами пешмерга и боевиками ИГ в центре города. Согласно последним данным, половина города перешла под контроль курдских сил. Сейчас в Синджаре (Шангале) находятся более 400 солдат пешмерга, оснащенных тяжелым оружием.
- 21 декабря — За последние 12 часов пешмерга продвинулись на 102 км вглубь территорий, захваченных ИГ.

После поражений исламистских боевиков местные арабы-сунниты отвернулись от радикальной группировки «и борьба в основном ведется с иностранными боевиками», говорит курдский командир. «Мы захватили около 30 деревень, и в настоящее время окружили около 100 деревень»,
- Очищены от мин ключевые дороги между югом Рабии и к северу от гор Синджара. С начала крупномасштабного наступления, с 17 декабря, были убиты примерно 300 боевиков ИГ.
- Резня езидов в Шангале впервые в российской юридической науке (проф. Кочои С. М.) квалифицирована как преступление геноцида.

### Ноябрь 2015

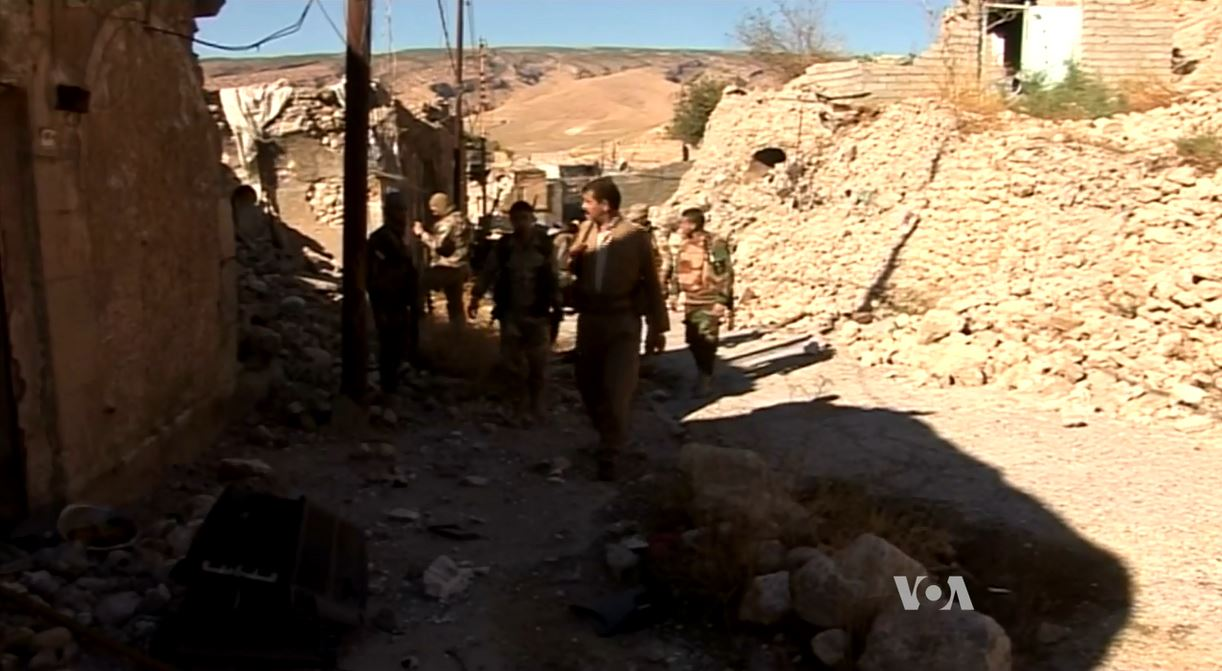
Пешмерга в Синджаре, ноябрь 2015.

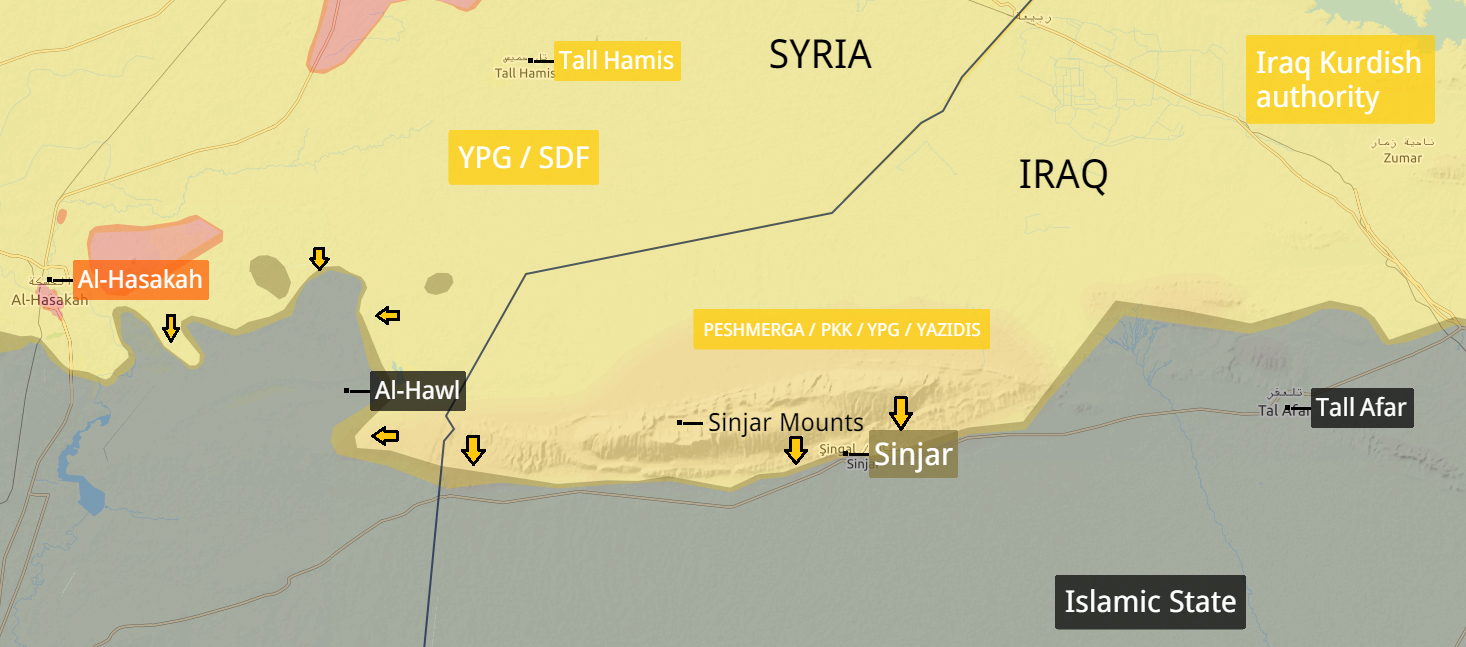
Линия фронта в Сирии и Ираке на 12 ноября 2015.

12 ноября 2015 года, курдские силы начали крупное наступление, чтобы отвоевать город Синджар и перерезали шоссе 47, которое связывает Мосул и Сирию. После того, как коалиция нанесла 24 авиаудара, были выставлены артиллерийские заграждения, 7500 бойцов Пешмерга и милиция HBS начали наступление. А также 2000 бойцов из РПК, HPG, YPG. Джихадисты также послали людей в качестве подкрепления, но однако сильно уступали курдам. По оценкам США, от 300 до 600 человек остаются в Синджаре, но город и его окрестности были заминированы.
Тем временем в Сирии, Сирийские демократические силы (YPG), вели наступление в районе Аль-Холь, недалеко от иракской границы.
Вечером первого дня наступления, курды контролируют три села и несколько участков автомагистрали, в том числе контрольно-пропускной пункт Умм аль-Шабабит.
13 ноября в полдень, Пешмерга поднял свой флаг в центре города.
14 ноября курдские боевики обнаружили массовое захоронение, содержащее тела 70 женщин езидов, убитых джихадистами, вероятно, в августе 2014 г. 28 ноября, другое массовое захоронение, содержащее 123 тела, было обнаружено в 10 километрах к западу от города, в тот же день шесть массовых захоронений были обнаружены по всему городу и 15 во всех по всему региону.

## Реакция

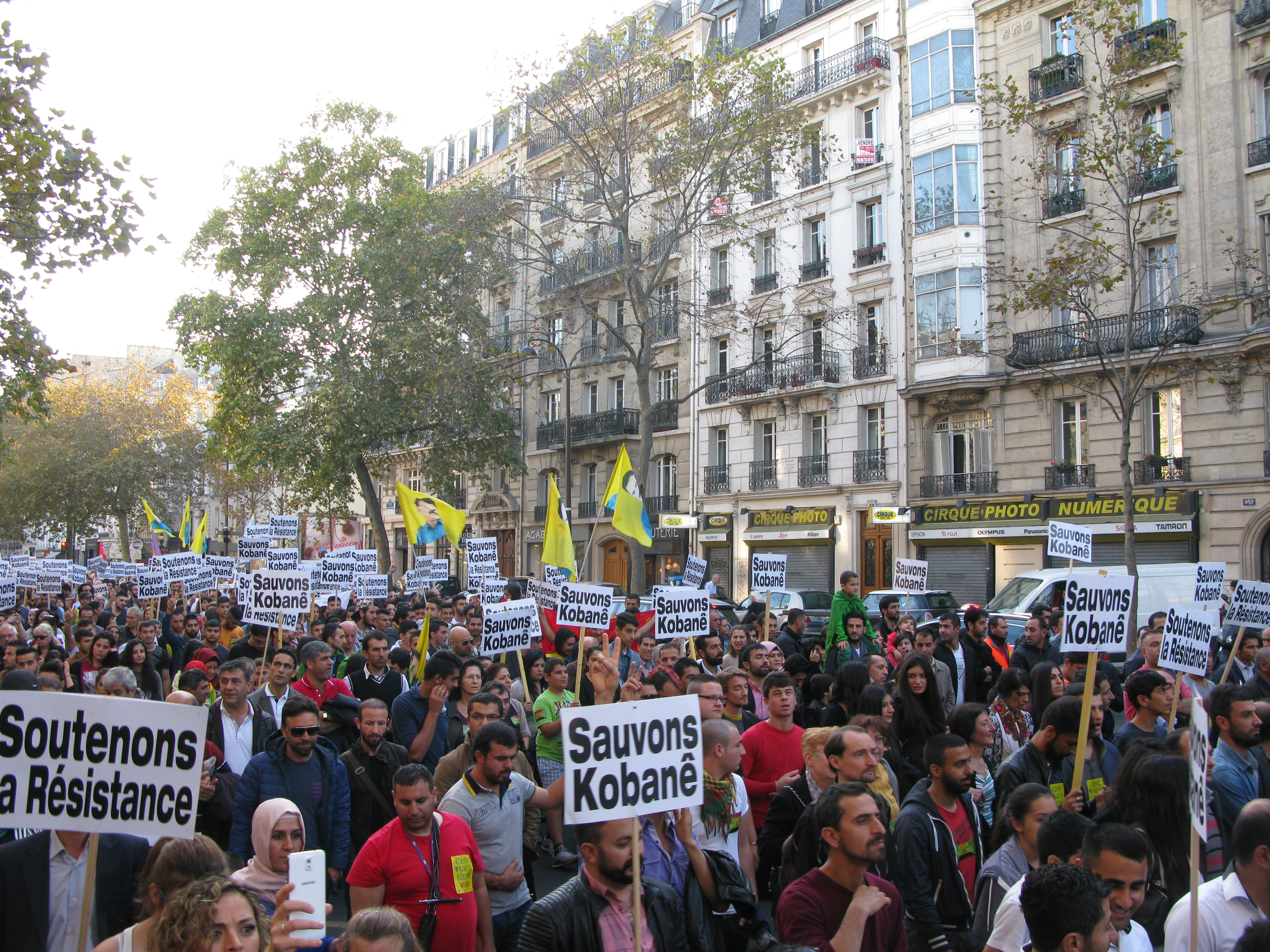
Демонстрация в Париже.

- Франция созывает Совет Безопасности ООН для обсуждения проблем езидов и христиан Ирака.
- ООН объявил, что в Шангале гуманитарная катастрофа[4]. Следует отметить, что Николай Младенов призывал международное сообщество вмешаться и предотвратить геноцид курдов в Сирии ещё 26 сентября того же года.
- США. Из пресс-релиза Барака Обамы:

"В последние дни езидские мужчины, женщины и дети из региона Шангал бегут, спасая свои жизни. Тысячи, возможно, десятки тысяч скрываются в труднодоступных горах, практически, не имея ничего. Они там без еды, без воды. Эти люди голодают, дети умирают, потому что им нечего пить. Между тем, ИГ направило свои силы на систематическое истребление всего езидского населения, что означает геноцид. "
«По просьбе иракского правительства мы начали операцию, чтобы помочь мирным иракцам, которые прячутся в горах.»
- ЕС. Европейский Союз призвал правительства Ирака и Курдистана к совместной борьбе против боевиков «Исламского государства». В опубликованном заявлении по ситуации на севере Ирака представитель ЕС Майкл Манн сказал, что Евросоюз очень обеспокоен ситуацией езидов, бежавших в горы Синжар.
- Италия. Заместителем министра иностранных дел Италии, Лапо Пистелли осудил насилие ИГ, совершаемое в отношении христиан и езидов, оплакивая участь этих общин.
- Франция. Министр иностранных дел Франции, Лоран Фабиус, предложил создать воздушный коридор из Европы в Иракский Курдистан, чтобы помочь курдским беженцам в регионе.
- Австралия. Премьер-министр Австралии Тони Эбботт заявил о возможном участии страны в оказании гуманитарной помощи мирному населению Ирака.
- Ватикан. Папа Римский призвал лидеров мусульманского мира осудить действия «Исламского государства».
- ОАЭ. При содействии генконсульства ОАЭ в Эрбиле в лагеря беженцев будут доставлены продукты питания, в том числе детское питание и медикаменты.
- Швеция. Гуманитарная ситуация в северном Ираке крайне серьёзная. Об этом заявил министр иностранных дел Швеции Карл Бильдт, находящийся вместе с еврокомиссаром по международному сотрудничеству, гуманитарной помощи и кризисному реагированию Кристалиной Георгиевой в столице Иракского Курдистана Эрбиле.
- Венгрия. Посол Венгрии в Ираке, г-н Тибор Сзатмари заявил, что его страна окажет гуманитарную помощь Курдистану.
- Норвегия. Министр иностранных дел Норвегии выразил солидарность своей страны и поддержку народу Курдистана в его борьбе против терроризма.
- Голландия. Представители МИДа Голландии высоко оценили роль КРГ и курдского народа в помощи беженцам и в борьбе с суннитскими экстремистами, заявив, что готовы внимательно рассмотреть вопрос о направлении большей гуманитарной и военной помощи Курдистану, а также, что Голландия готова принять на лечение пострадавших от нападений боевиков «Исламского государства».
- Албания направила военную помощь в Ирак.